# ナウル語
ナウル語（ナウルご、dorerin Naoero）は、オーストロネシア語族のミクロネシア語派に属する言語のひとつ。ナウルで話されている。約7000人がこの言語を話し、それはおおむねナウルの人口の50%である。ほとんどのナウル語話者は、英語を話すバイリンガルである。ISO 639の言語コードは'na'ないし'nau'である。

## 研究
1907年に、フィリップ・デラポルトは、独ナウル・ポケット事典（Taschenwörterbuch Deutsch-Nauruisch）を発行した。この辞書は小さく(10.5×14cm)、65ページで、用語といくつかの句がドイツ語のアルファベット順に並んでいる。およそ1650のドイツ語の単語がナウル語に訳され、しばしば句や同義表現の注釈が添えられている。1300のユニークなナウル語の表現が注釈にあり、派生した句を含み、ダイアクリティカルマークを無視している。アクセント記号は通常と違っている。チルダのみが現在と一致している。
このほかにフランス人宣教師のアロイス・カイザーが現地に滞在しナウル語の研究を行っている。